# Jane Russell
Jane Russell, nascuda Ernestine Jane Geraldine Russell (Bemidji, 21 de juny de 1921 - Santa Maria, 28 de febrer de 2011) va ser una actriu estatunidenca.

## Biografia

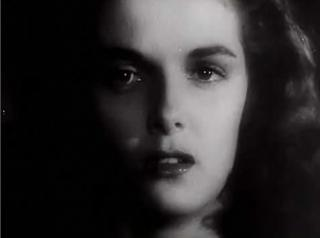
Fora de la llei (1941).

### Infantesa i adolescència
Era filla única de Roy William Russell (1890-1937) i de Geraldine Jacobi (1891-1986), a qui seguiran quatre germans: Thomas Ferris Russell (1924), Kenneth Steven Russell (1925), James Hyatt Russell (1927) i Wallace Jay Russell (1929).
Els seus dos pares van néixer a Dakota del Nord i es van casar el 1917. Tres dels seus avis van néixer al Canadà, mentre que la seva àvia materna va néixer a Alemanya.
El seu pare era tinent de l'exèrcit estatunidenc i la seva mare, actriu en un grup ambulant. Quan Jane era petita, es van traslladar temporalment al Canadà, després a la vall de San Fernando a Califòrnia. El 1930, vivien a Burbank, on el pare treballava com a director d'una fàbrica de sabó.
La mare de Jane s'ocupava de trobar-li classes de piano. A més de la música, a Jane li agradava el teatre i participava en escenificacions al Van Nuys High School. Al principi volia ser dissenyadora. Quan va morir el pare (amb 47 anys), va decidir de treballar com a recepcionista. També va fer model de fotografia i, en vista de la insistència de la seva mare, va estudiar art dramàtic amb el grup de Max Reinhardt, amb qui treballav la cèlebre actriu russa Maria Ouspenskaïa.

### Carrera a la pantalla
El 1940, Jane Russell signa un contracte de set anys amb el milionari Howard Hughes i fa el seu inici a Fora de la llei (The Outlaw) el 1943, on destaca en la seva cara sumptuosa. Encara que la pel·lícula fos rodada el 1941, no s'estrena fins a dos anys més tard, per a un públic limitat, per la censura que trobava el seu pit una mica massa ensenyat. La pel·lícula és finalment autoritzada per al gran públic el 1946. En aquell moment, l'actriu que roda publicitat, es fa famosa.
Al costat de Lana Turner i Rita Hayworth, Jane Russell afirma millor el seu estil sensual, aprofitant les seves mesures avantatjoses, 90-61-91 per a 1m70. Malgrat els escarniments procedents de la ràdio, dels còmics, entre els quals Bob Hope que la presenta com «the two and only Jane Russell», les seves fotos enfosquides sobre fons de bales de palla, la seva joventut, la seva sensualitat, el seu pit, les seves bruses i la seva bellesa, en fan una de les pin-ups favorites amb els soldats americans en el moment de la Segona Guerra Mundial.

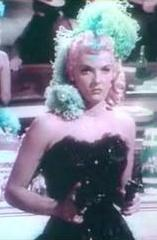
Montana Belle (1952).

Tot i que Fora de la llei no és un western espectacular, té els honors del box office. L'únic interès de Howard Hughes és la seva nova pupil·la, la pel·lícula és l'aparador de la seva increïble cara. Després es nega a interpretar Doña Sol a Blood and Sand de Darryl F. Zanuck. No roda cap altra pel·lícula fins al 1946, on fa de Joan Kenwood a Young Widow per a la RKO Pictures. Encara que les seves primeres pel·lícules no facin justícia al seu paper d'actriu, ajuden a orientar la seva carrera cap a una elegància que es pot definir per una barreja de cinisme i de simplicitat.
El 1947, Jane Russell intenta llançar-se a una carrera musical, grava un disc amb l'orquestra de Kay Kyser: As Long As I Live
Interpreta amb talent nombrosos papers, entre els quals Calamity Jane al costat de Bob Hope a The Pale Face (1948) i amb Mike Delroy a Son of Paleface (1952), sota contracte amb la Paramount Pictures.

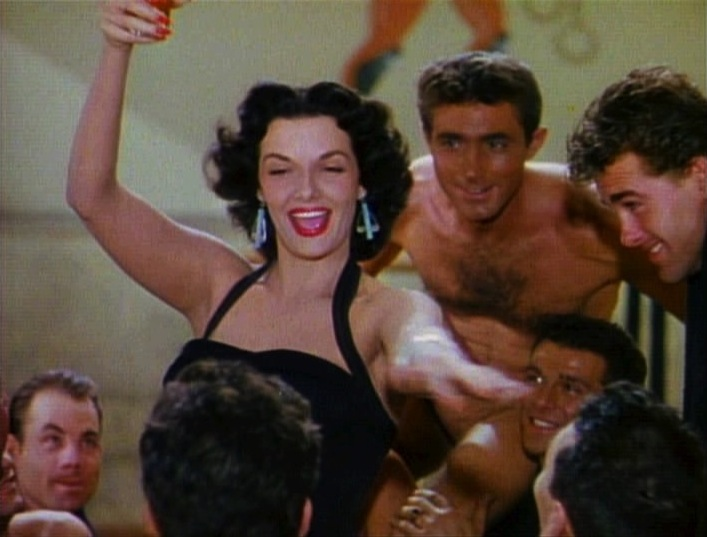
Els senyors prefereixen les rosses (1953).

Jane Russell és en la cimera de la seva carrera còmica amb el paper de Dorothy Shaw a  Els senyors prefereixen les rosses  (1953) amb Marilyn Monroe, a la 20th Century Fox, probablement el seu millor paper. La pel·lícula va tenir i té sempre un enorme èxit i la revela com a actriu de talent.
Va aparèixer en dues pel·lícules al costat de Robert Mitchum: His kind of woman (1951) i Macau (Macao (1952). Altres grans estrelles van ser al seu costat: Frank Sinatra i Groucho Marx en la comèdia Double dynamite (1951); Victor Mature, Vincent Leonard Price i Hoagy Carmichael a The Las Vegas Story (1952); Jeff Chandler a Foxfire (1955); Clark Gable i Robert Ryan a The Tall man (1955).

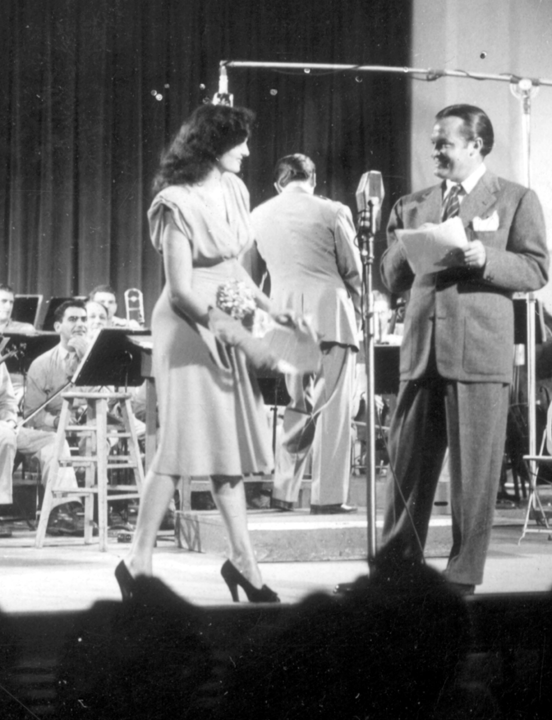
Jane Russell i Bob Hope.

La producció de Howard Hughes La línia francesa (1954) mostra Jane Russell una de les últimes vegades amb un banyador d'una peça, amb una copa tanmateix estratègica, de la qual treu avantatge executant un número provocador, titulat Lookin' for Trouble. En la seva autobiografia, Jane revela que aquest banyador no era més que una alternativa al suggeriment inicial de Howard Hughes que era el biquini, una tria agosarada per a una pel·lícula de 1954! L'actriu afirma haver portat inicialment el biquini davant els tècnics «horroritzats», tot sentint-se molt despullada…
Amb el seu primer marit, antic quarterback al futbol estatunidenc, Bob Waterfield, funden Russ-Field Produccions el 1955. Produeixen Gentlemen marry brunettes (1955), Un rei per a quatre reines (1956) amb Clark Gable i Eleanor Parker, Run for The Sun (1956) i The Fuzzy Pink Nightgown (1957).
Les seves aparicions a Gentlemen marry brunettes amb Jeanne Crain i en el drama The Revolt of Mamie Stover (1956) posen en valor el seu joc d'actriu. Tanmateix, a continuació de The Fuzzy pink night gown (1957), que no nivell, ja no apareix a la pantalla durant set anys.
L'octubre de 1957, comença un número en un cèlebre nightclub de Las Vegas, el Sands Hotel. Signa llavors gires pels Estats Units, Canadà, Mèxic, Amèrica del Sud i Europa.
A l'estiu de 1961, comença amb Janus. Al final de l'any actua a Chicago al Drury Lane Theatre. El novembre de 1962 és al cartell de Bells Are Ringing (comèdia musical) a Nova York.
A la pel·lícula Fate Is The Hunter (1964), fa el seu propi paper. Només seguiran quatre altres pel·lícules.
El 1971, actua en la comèdia musical Company on Broadway on reemplaça Elaine Stritch.
El 1985 escriu la seva autobiografia: Jane Russell: My Path and My Detours.
El 1989 rep el Women's International Center (WIC) Living Legacy Award.
Les seves empremtes de peus i de mans són immortalitzades sobre l'atri del Grauman's Chinese Theatre; té d'altra banda una estrella al Hall of Fame de Hollywood, al 6850 del Hollywood Boulevard.
Renee Henderson el 2001 fa un retrat de Jane Russell en la sèrie Blonde treta de la novel·la de Joyce Carol Oates.

### Vida privada
Jane Russell va tenir tres marits: Bob Waterfield, un antic jugador de futbol estatunidenc, (casats el 24 abril de 1943, divorciats el juliol de 1968), l'actor Roger Barrett (casats el 25 d'agost de 1968, mort el 18 de novembre de 1968) i l'agent immobiliari John Calvin Peoples (casats el 31 de gener de 1974, mort el 9 d'agost de 1999). Aquests últims van viure a Sedona, Arizona.
En la seva autobiografia de 1985, l'actriu revela que va quedar embarassada als 19 anys. Va seguir un avortament il·legal, que va ser tan mal portat que la seva vida van estar en perill alguns dies. Examinant-la a urgències de l'hospital, el metge va exclamar «quin carnisser li ha fet això!? ». Després d'aquests esdeveniments, Jane Russell va ser incapaç de parir. Va militar llavors contra l'avortament.
El febrer de 1952, Waterfield i Russell adopten doncs una nena, Tracy, després un bebè de 15 mesos, Thomas; el 1956, va ser un bebè de nou mesos, Robert John. El 1955 funda la World Adoption International Fund (WAIF), una organització encarregada de col·locar els nens en les famílies, que fa molt per a l'adopció de nens estrangers pels estatunidencs.
Tot i que la seva imatge a la pantalla va ser la d'una pin-up provocant, la seva vida privada no coneixia escàndols, contràriament al que passava amb altres actrius d'aquella època (Lana Turner, per exemple). En la seva autobiografia diu haver sobreviscut dues temptatives de violació, sense traumes. Afirma també que el seu primer matrimoni va ser destruït per sospites d'adulteri (pels dos costats) i la violència, ja que era alcohòlica des de la seva adolescència. A més a més revela que la religió cristiana l'ha ajudat a regenerar-se.
En la cimera de la seva carrera, Jane Russell funda el Hollywood Christian Group, que es reuneix una vegada per setmana per estudiar la Bíblia, a casa seva. Hi van grans celebritats. Jane Russell, republicana compromesa, participa en la campanya i en l'elecció d'Eisenhower, al costat de Lou Costello, Dick Powell, June Allyson, Anita Louise, Louella Parsons i d'altres conservadors.
Mor el 28 de febrer de 2011, als 89 anys.

## Filmografia parcial
- 1943: The Outlaw de Howard Hughes
- 1946: Young Widow d'Edward L. Marin
- 1948: The Pale face de Norman McLeod
- 1951: His kind of woman de John Farrow
- 1951: Double dynamite d'Irving Cummings
- 1952: The Las vegas story de Robert Stevenson
- 1952: Macau de Josef von Sternberg
- 1952: Son of Paleface de Frank Tashlin
- 1952: Montana Belle d'Allan Dwan
- 1952: Road to Bali de Hal Walker
- 1953: Els senyors prefereixen les rosses de Howard Hawks
- 1953: La línia francesa (The French Line) de Lloyd Bacon
- 1955: Underwater de John Sturges
- 1955: Foxfire de Joseph Pevney
- 1955: Els senyors es casen amb les morenes (Gentlemen Marry Brunettes) de Richard Sale
- 1955: Els implacables de Raoul Walsh
- 1956: Sang calenta de Nicholas Ray
- 1956: The Revolt of Mamie Stover de Raoul Walsh
- 1957: The Fuzzy pink night gown de Norman Taurog
- 1957: Fate is the hunter de Ralph Nelson
- 1965: Johnny Reno de R. G. Springsteen
- 1965: Waco de R. G. Springsteen
- 1967: Born losers de T. C. Frank
- 1970: Darker than Amber de Robert Clouse